# Lucius Marshall Walker
 (juillet 2017).
Si vous disposez d'ouvrages ou d'articles de référence ou si vous connaissez des sites web de qualité traitant du thème abordé ici, merci de compléter l'article en donnant les références utiles à sa vérifiabilité et en les liant à la section « Notes et références ».
Lucius Marshall « Marsh » Walker (18 octobre 1829 - 7 septembre 1863) est un général confédéré au cours de la guerre de Sécession. Il est mortellement blessé dans un duel avec son compatriote le général John S. Marmaduke.

## Avant la guerre
Walker naît à Columbia, dans le Tennessee. Il est un neveu du président James K. Polk. Walker est diplômé de l'académie militaire américaine en 1850, se plaçant 15e sur une promotion de 44 cadets(p60),. Il est breveté second lieutenant des dragons et sert sur la frontière au Texas(p214). Il est nommé second lieutenant en 1852, peu de temps avant de démissionner pour revenir au Tennessee, où il fonde avec succès une affaire commerciale(p60).
Il épouse Celestine Garth, avec qui il aura trois enfants(p214).
Walker vit dans le comté de St Francis, Arkansas, au moment de son enrôlement dans l'armée.

## Guerre de Sécession
Avec le déclenchement de la guerre de Sécession, Walker est nommé colonel du 40th Tennessee Infantry le 11 novembre 1861e(p60). Sa première affectation est de commander le poste à Memphis. En 1862,  lui et son 40th Tennessee partent pour New Madrid, dans le Missouri pour se préparer à la bataille de l'Île numéro dix.
Walker est nommé brigadier général le 11 mars 1862, et est affecté à Kentucky Bend, le commandement du 40th Tennessee étant donné au lieutenant colonel C. C. Henderson. Il retraite face à une force beaucoup plus nombreuse de l'Union, qui menace de capturer la totalité du commandement de Walker. Forcé de se rendre à l'Île numéro 10, Walker est échangé et rejoint l'armée à Corinth, Mississippi, avant qu'elle retire vers Tupelo. Il ne peut faire son rapport sur l'évacuation de l'Île numéro 10 que le 19 avril 1862(p226).
Le 9 mai 1862, à la bataille de Farmington, sa brigade attaque et repousse une force de l'Union hors de ses retranchements. Braxton Bragg considérant qu'il ne peut pas avoir confiance en Walker à la tête d'un commandement, il le transfère. Il est ainsi réaffecté dans le département du trans-Mississippi le 23 mars 1863, commandant une brigade de cavalerie sous les ordres du lieutenant général. Théophilus Holmes lors de la bataille d'Helena(p60).

## Le duel

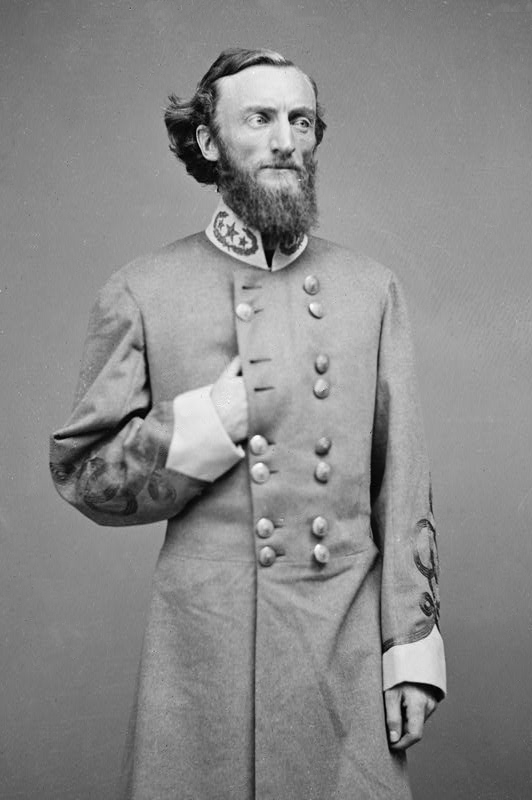
Le brigadier-général John S. Marmaduke, de l'armée confédérée, qui accusa Lucius M. Walker et le tua au cours d'un duel.

Après la bataille de Reed'Bridge le 26 août 1863, le brigadier général John S. Marmaduke accuse Walker d'avoir mis en péril les hommes de Marmaduke en étant absent du champ face à l'ennemi. Walker, en jugeant à partir d'informations que l'ennemi est sur le point de flanquer de sa position, retire ses troupes après l'obscurité. Walker estime qu'il est injustement accusé de lâcheté et défie Marmaduke en duel officiel. « Je n'ai pas dit que vous êtes un lâche », Marmaduke écrit, « mais je désire vous informer que votre comportement en tant que commandant de la cavalerie a été telle que j'ai décidé de ne plus vous employer ». Le major général Sterling Price ordonne aux deux officiers à rester dans leurs quartiers dans une tentative d'éviter le duel,(p102). Cependant, par une malheureuse série de mésaventures, les ordres ne sont pas livrés à Walker.
À l'aube du dimanche 6 septembre, Walker et Marmaduke se préparent au duel à 10 pas avec des revolvers Colt Navy sur la rive nord de la rivière Arkansas, près de Little Rock. Les deux tirent et ratent(p63). Marmaduke recharge puis tire une seconde fois, blessant mortellement Walker au côté droit, juste au-dessus de la ceinture(p63). Walker pardonne à Marmaduke lorsque celui-ci lui offre son aide. Alors que le général Walker gît mourant, sa femme part de St Francis pour Little Rock, et donne naissance à leur fils, Lucius Marshall Walker, Jr. Lucius M. Walker meurt à 17 heures le lendemain. Il est enterré dans le cimetière d'Elmwood à Memphis(p226).
Le général Frank C. Armstrong épouse Maria Polk Walker, la fille du colonel confédéré Joseph Knox Walker, le frère de Lucius Marshall Walker. Le colonel J. K. Walker meurt le 21 août 1863.